# Müsetta

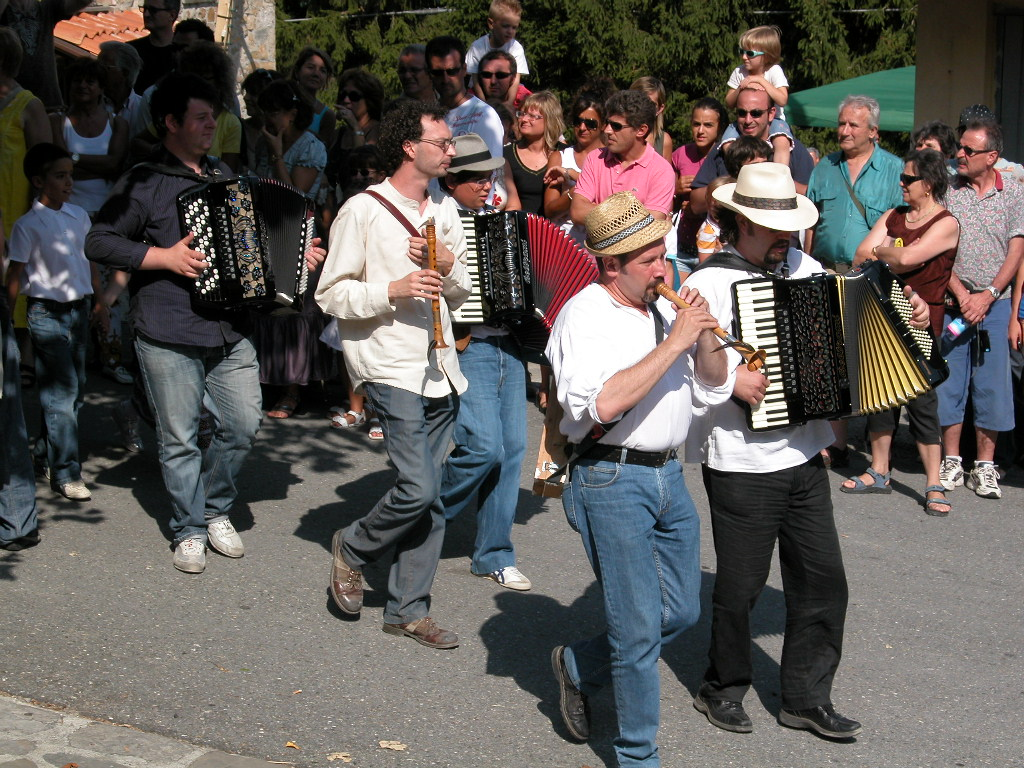
I müsetta

I müsetta era, fino agli inizi del XX secolo, il nome locale del duo musicale composto da piffero e müsa, nella zona delle Quattro province.
Il termine deriva da müsa, una cornamusa appenninica che è stata sostituita nell'accompagnamento del piffero (oboe popolare ad ancia doppia) dalla fisarmonica negli anni trenta.
Il termine müsetta è in uso nella parte piacentina delle Quattro province, (val Trebbia, val Tidone, val Boreca e val Luretta) mentre nel genovese (val Fontanabuona) e nell'alessandrino (val Curone e val Borbera) la coppia di musicisti era chiamata brigiotti dal nome del pifferaio Brigiottu, al secolo Paolo Bonifacio Benedetto Pelle, di Bruggi, frazione di Fabbrica Curone.
I müsetta, oltre ad animare le feste e accompagnare i balli, seguivano i momenti della vita della comunità suonando durante i cantamaggio, i matrimoni, la partenza per la leva, le feste patronali e dei coscritti.
I Müsetta, oggi, sono un gruppo musicale piacentino, originari della val Trebbia.